# Hjalmar Järpe
Hjalmar Adolf Rudolf Järpe, född 28 juli 1889 i Halmstad, död där 10 december 1932, var en svensk läkare. 
Järpe, som var son till byggmästare Sven Anders Johansson och Anna Matilda Andersson, avlade studentexamen i Halmstad 1908, blev medicine kandidat vid Lunds universitet 1913 och medicine licentiat där 1918. Han var tillförordnad underläkare på Ängelholms lasarett 1916, amanuens vid bakteriologiska avdelningen av patologiska institutionen i Lund 1916–1917, tillförordnad amanuens vid medicinska kliniken på Lunds lasarett 1918, amanuens vid pediatriska kliniken 1919, tillförordnad överläkare där 1919, amanuens vid medicinska kliniken i Lund 1920 och tillförordnad underläkare där 1920. Han blev bataljonsläkare vid Hallands regemente 1921 och regementsläkare där 1932, men avled kort därefter. Han var även verksam som praktiserande läkare i Halmstad sedan 1921, läkare vid Mjölkdroppen i Halmstad sedan 1924 och tillförordnad skolläkare 1932. Han var ledamot av pensionsnämnden i Halmstads stad sedan 1926 och suppleant i nykterhetsnämnden där sedan 1923. 